# Johnsbåen
Der Johnsbåen (norwegisch für Johns Versunkener Felsen) ist ein vereister und mit Gletscherspalten überzogener Hügel im ostantarktischen Königin-Maud-Land. In der Orvinfjella ragt er im unteren Abschnitt des Vinjebreen auf.
Norwegische Kartographen, die diesen Hügel auch benannten, kartierten ihn anhand von Vermessungen und Luftaufnahmen der Dritten Norwegischen Antarktisexpedition (1956–1960). Namensgeber ist John Snuggerud, der bei dieser Forschungsreise als Funktechniker tätig war.